# International Speedway Corporation
Die International Speedway Corporation (ISC) ist ein US-amerikanisches Unternehmen, welches Rennstrecken des NASCAR Sprint Cups und anderer Rennserien besitzt und verwaltet. Sie wurde vom NASCAR-Gründer Bill France im Jahre 1953 als Betreiber des Daytona International Speedway gegründet und ist nach dem Zusammenschluss im Jahre 1999 mit Penske Motorsports eines der größten Motorsportunternehmen in Nordamerika. International Speedway Corporation hat eine bedeutende, aber auch kontroverse Rolle bei der Entwicklung von NASCAR gespielt. So arbeiteten beide Unternehmen eng zusammen, um neue Rennstrecken zu bauen und ältere zu modernisieren. Allerdings waren sie deswegen auch Ziel diverser Kartellrechtsklagen von Konkurrenzunternehmen.

## Geschichte

### Bill France Racing
1953 wurde die Bill France Racing, Inc. (später Daytona International Speedway Corporation) gegründet und unterzeichnete 1957 einen Vertrag zum Landerwerb für den Bau des Daytona International Speedway, einem der ersten Superspeedways der Welt. Zehn Jahre später entschied sich France zum Bau eines weiteren Superspeedways, diesmal auf einem rund 8 km² großen Gelände in der Nähe von Talladega, Alabama, der die schnellste Rennstrecke der NASCAR werden sollte. Bis zur Einführung der Restricor Plates im Jahre 1988 waren diese beiden Superspeedways die schnellsten Kurse der NASCAR. Im Jahre 1968 erfolgte die Umbenennung des Unternehmens in International Speedway Corporation, um die weitreichenden Ambitionen zu unterstreichen. 1970 erfolgte die Gründung des Motor Racing Network, einem Netzwerk von Radiosendern, die die Rennen der NASCAR übertrugen. Die erste Übertragung war das Daytona 500 der Saison 1970.

### Übergangsphase
In den frühen 1980er Jahren wuchs die Popularität von NASCAR nicht nur unter den Fans, sondern auch bei den Sponsoren. Unternehmen wie Ford, General Motors, Winston und Gatorade entschlossen sich zum Sponsoring, so dass das Veranstalten von Autorennen immer profitabler wurde. Um hieraus Kapital zu schlagen, verfolgte die International Speedway Corporation einen Expansionskurs, indem sie bereits bestehende Rennstrecken aufkaufte. So kaufte sie 1982 eine der beliebtesten und traditionsreichsten Rennstrecke, den seit 1950 in Betrieb befindlichen Darlington Raceway, sowie den Tucson Raceway Park, ein unbefestigtes Oval mit einer Länge von 0,375 Meilen (ca. 600 m) in Arizona, welches anschließend asphaltiert wurde. Im darauffolgenden Jahr schloss die International Speedway Corporation eine Partnerschaft mit Corning Glass Works, um den Straßenkurs Watkins Glen International im Bundesstaat New York zu kaufen.
Im Jahre 1987 trat Bill France Sr. als Präsident des Unternehmens zurück und übergab die Leitung an Jim France. Zwei Jahre später erfolgte mit Americrown die Eingliederung eines eigenen Catering-Unternehmens.

### Zusammenschluss mit Penske Motorsports
Nach der Übergangsphase war die International Speedway Corporation zwar profitable, aber die meisten Rennen von NASCAR fanden noch immer in der Südstaaten und überwiegend in ländlichen Gebieten statt, während viele Großstädte der Vereinigten Staaten wie Los Angeles, Detroit, Miami und Chicago außen vor blieben, da sich in ihrer näheren Umgebung keine geeignete Rennstrecke befand. Gegen Ende der 1990er Jahre wurde daher nach einer Lösung für dieses Problem gesucht. So ging die International Speedway Corporation im Jahre 1997 zusammen mit Penske Motorsports eine Partnerschaft mit den Eigentümern des 1995 erbauten Homestead-Miami Speedway ein. Im Jahre 1999 erfolgte der Zusammenschluss mit Penske Motorsports, denen zu dieser Zeit die vier Rennstrecken Nazareth Speedway, North Carolina Speedway, Michigan International Speedway und der neu gebaute California Speedway gehörten. Der Aufsichtsratsvorsitzende Bill France Jr. gab an, dass die attraktiven Märkte einer der Hauptgründe für den Zusammenschluss gewesen sei. Das neue Unternehmen firmierte weiterhin unter dem Namen International Speedway Corporation, während Roger Penskes Sohn Gregory in den Vorstand wechselte. Allerdings passten nicht alle durch den Zusammenschluss erworbenen Rennstrecken in das Unternehmenskonzept, so dass kurze Zeit später der Nazareth Speedway geschlossen und der North Carolina Speedway verkauft wurde. Weiterhin hielt das Unternehmen nach dem Zusammenschluss einen Anteil von 90 % am Homesteadt-Miami Speedway, so dass die übrigen Anteilseigner ausbezahlt wurden, um alleinige Eigentümerin der Rennstrecke zu werden.
Im selben Jahr gründete International Speedway Corporation zusammen mit den Eigentümern des Indianapolis Motor Speedway die Motorsports Alliance, deren Ziel es war, in Joliet, Illinois, mit dem Chicagoland Speedway eine neue Rennstrecke in unmittelbarer Umgebung von Chicago zu bauen. Dazu wurde zudem der kleinere Route 66 Raceway aufgekauft. Im Jahre 2007 zahlte die International Speedway Corporation die anderen Partner aus, um alleinige Kontrolle über beide Rennstrecken zu erhalten.
Im Jahre 2001 setzte sich der Trend des Unternehmens zu modernen Rennstrecken fort, indem es den Kansas Speedway in der Nähe von Kansas City, Kansas bauen ließ. 2003 übernahm Lesa Kennedy die Position des Präsidenten von Jim France.

## Heutige Situation
International Speedway Corporation ist Eigentümer von 13 aktiven Rennstrecken, die zusammen 19 von insgesamt 36 Rennen zum NASCAR Sprint Cup abhalten. Auf zwölf von ihnen werden Rennen des Sprint Cups veranstaltet, die 13. Strecke ist der Route 66 Raceway, eine Rennstrecke für Beschleunigungsrennen. Neben den Rennen der NASCAR werden auf den Rennstrecken der International Speedway Corporation auch Rennen der IndyCar Series, Grand-Am, International Motor Sports Association, des Sports Car Club of America, der World Karting Association und American Motorcyclist Association veranstaltet. Auch andere Tourenwagen-Rennserien wie das IROC und die der ARCA nutzen die Rennstrecken.
Weiterhin gehört zum Unternehmen das Motor Racing Network, das Radioübertragungen der NASCAR-Rennen überträgt, das Catering-Unternehmen Americrown, das die Imbissstände an den Rennstrecken betreibt, sowie das Daytona 500 Experience, eine Touristenattraktion am Daytona International Speedway. Seit 2005 besteht eine Partnerschaft mit Speedway Motorsports, Inc. unter dem Namen Motorsports Authentics, ein Unternehmen, das Souvenirs und Sammlerstücke mit Bezug zur NASCAR vertreibt.
Obwohl die International Speedway Corporation von der France-Familie geleitet wird, ist sie unabhängig von NASCAR. Etwa 35 % der Aktien befinden sich im Besitz der Familie, der Rest wird an der Börse gehandelt. Der Sitz des Unternehmens befindet sich in Daytona Beach, Florida, gegenüber dem Daytona International Speedway.

### Rennstrecken
| Name                                     | Ort                        | Länge                   | Sitzplätze | Eröffnung | Kaufdatum |
| ---------------------------------------- | -------------------------- | ----------------------- | ---------- | --------- | --------- |
| Auto Club Speedway (California Speedway) | Fontana, Kalifornien       | 2,029 Meilen            | 92.000     | 1997      | 1999      |
| Chicagoland Speedway                     | Joliet, Illinois           | 1,5 Meilen              | 75.000     | 2001      | 2007      |
| Darlington Raceway                       | Darlington, South Carolina | 1,366 Meilen            | 63.000     | 1950      | 1982      |
| Daytona International Speedway           | Daytona Beach, Florida     | 2,5 Meilen              | 168.000    | 1959      | 1959      |
| Homestead-Miami Speedway                 | Homestead, Florida         | 1,5 Meilen              | 65.000     | 1995      | 1999      |
| Kansas Speedway                          | Kansas City, Kansas        | 1,5 Meilen              | 81.687     | 2001      | 2001      |
| Martinsville Speedway                    | Martinsville, Virginia     | 0,526 Meilen            | 65.000     | 1947      | 2004      |
| Michigan International Speedway          | Brooklyn, Michigan         | 2,0 Meilen              | 137.243    | 1968      | 1999      |
| Phoenix International Raceway            | Avondale, Arizona          | 1,0 Meilen              | 76.812     | 1964      | 1997      |
| Richmond International Raceway           | Richmond, Virginia         | 0,75 Meilen             | 107.097    | 1946      | 1999      |
| Route 66 Raceway                         | Joliet, Illinois           | 0,25 Meilen (Dragstrip) | 30.000     | 1998      | 2007      |
| Talladega Superspeedway                  | Talladega, Alabama         | 2,66 Meilen             | 143.231    | 1969      | 1969      |
| Watkins Glen International               | Watkins Glen, New York     | 2,45 Meilen Straßenkurs | 41.000     | 1948      | 1997      |

### Ehemalige/Inaktive Rennstrecken
| Name                             | Ort                        | Länge        | Sitzplätze | Eröffnung | Kaufdatum | Letzte Veranstaltung |
| -------------------------------- | -------------------------- | ------------ | ---------- | --------- | --------- | -------------------- |
| Nazareth Speedway                | Nazareth, Pennsylvania     | 0,946 Meilen | 37.424     | 1966      | 1999      | 2004                 |
| North Carolina Speedway          | Rockingham, North Carolina | 1,017 Meilen | 60.122     | 1965      | 1999      | 2004                 |
| Pikes Peak International Raceway | Fountain, Colorado         | 1,0 Meilen   | 62.000     | 1997      | 2005      | 2005                 |
| Tucson Raceway Park              | Tucson, Arizona            | 0,375 Meilen | k. A.      | 1968      | 1982      | 2002                 |

Anmerkungen
1. ↑  Führt das Jahr auf, in dem das Unternehmen mehr einen Anteil von als 50 % an der jeweiligen Strecke besaß.
2. ↑  International Speedway Corporation stellte die Veranstaltung auf dem Nazareth Speedway im Jahre 2004 ein und die Strecke steht zum Verkauf.
3. ↑  International Speedway Corporation verkaufte den North Carolina Speedway an Speedway Motorsports, Inc. als Folge des Ferko-Prozesses, welches wiederum die Strecke an den ehemaligen Rennfahrer Andy Hillenburg weiterverkaufte. Hillenburg änderte den Namen der Strecke in Rockingham Speedway und plant, mehrere Tourenwagenrennen auf dem Speedway zu etablieren.
4. ↑  International Speedway Corporation schloss den Pikes Peak International Raceway kurz nach dem Kauf. Das Rennen der NASCAR Nationwide Series wurde nach Martinsville verlegt. Die Strecke steht zum Verkauf, wobei die International Speedway Corporation betont, sie nicht an jemanden zu verkaufen, der plant, Rennen vor Zuschauern auf ihr zu veranstalten. 2008 wurde die Strecke verkauft und vom neuen Eigentümer wiedereröffnet, wobei der Fokus nun auf lokalen Rennserien, dem Amateurmotorsport sowie Testfahrten für NASCAR liegt.
5. ↑  International Speedway Corporation verkaufte den Tucson Raceway Park an David Deery, den Manager der Strecke, im Jahre 2002.

## Zukünftige Expansion
Sowohl die International Speedway Corporation als auch NASCAR haben öffentlich verkündet in Regionen expandieren zu wollen, die entsprechendes Wachstumspotential aufweisen, vornehmlich der Pazifische Nordwesten und New York City. Seitens der International Speedway Corporation hieß es, eine entsprechende Rennstrecke werde frühestens 2011 in Betrieb gehen.

### Pazifischer Nordwesten

#### Marysville
Im Jahre 2003 begann die International Speedway Corporation mit der Suche nach geeigneten Plätzen für Rennstrecken in Washington und Oregon. Ein möglicher Standort war in der Nähe von Marysville im Snohomish County nördlich von Seattle. Obwohl es seitens der Bewohner vereinzelten Widerstand gab, favorisierte die lokale Wirtschaft und der überwiegenden Teil der Bewohner den Plan zum Bau einer Rennstrecke, da sie sich dadurch einen Aufschwung der Wirtschaft und neue Arbeitsplätze erhofften. Im Gegensatz zur geplanten Strecke in New York sollte der Bau der Strecke durch Steuergelder finanziert werden, ähnlich denen der anderen Sportstätten in der Region. Die Rennstrecke wäre in öffentlichem Besitz geblieben und an die International Speedway Corporation vermietet worden. Im November 2004 gaben örtliche Politiker und die International Speedway Corporation bekannt, dass sie den Plan nicht weiter verfolgen würden, da die Kosten für den Bau zu hoch seien.

#### Bremerton
Nach dem verworfenen Plan zum Bau einer Strecke in Marysville favorisierte die International Speedway Corporation einen Standort in der Nähe von Bremerton im Kitsap County auf der gegenüberliegenden Seite des Puget Sound bei Seattle. Obwohl der Bau ähnlich wie in Marysville zum Teil durch öffentliche Gelder finanziert werden sollte, wäre es nicht direkt von Steuereinnahmen, sondern aus durch Steuern finanzierten festverzinzlichen Wertpapieren gekommen. Wie auch schon in Marysville wäre die Rennstrecke in öffentlichem Besitz geblieben und für drei Rennen pro Jahr an die International Speedway Corporation vermietet worden. Der Vorschlag der International Speedway Corporation stieß zunächst auf Zurückhaltung beim örtlichen Gesetzgeber und den Anwohnern, so dass das Unternehmen versprach, im Frühjahr 2007 einen besseren Vorschlag zu unterbreiten.
Im März 2007 verursachte Larry Seaquist vom Washington House of Representatives eine Kontroverse, als er folgendermaßen zitiert wurde: „These people are not the kind of people you would want living next door to you. They'd be the ones with the junky cars in the front yard and would try to slip around the law.“ („Diese Menschen sind solche, die man nicht nebenan wohnen haben möchte. Sie sind diejenigen mit den Schrottautos im Vorgarten und die versuchen, das Gesetz zu umgehen.“) Während zunächst angenommen wurde, dass Seaquist mit dieser Aussage zunächst die NASCAR-Fans attackieren wolle, behauptete er später, dass diese Aussage an die International Speedway Corporation gerichtet gewesen sei.
Im April 2007 wurde der Plan zum Bau der Rennstrecke ebenfalls unter anderem aufgrund mangelnder Unterstützung aufgegeben.

### New York City
Im Jahre 2004 kaufte die International Speedway Corporation ein etwa 2,4 km² großes Gelände auf Staten Island zum Bau einer Rennstrecke mit einer Länge von 0,8 Meilen (ca. 1,3 km), die ein Fassungsvermögen von 80.000 Zuschauern und die Skyline von New York im Hintergrund gehabt hätte. Die Pläne zum Bau stießen allerdings auf heftigen Widerstand in der Bevölkerung von Staten Island. Bei einer öffentlichen Versammlung im April 2006 musste die Polizei die Veranstaltung vorzeitig aufgrund von Sicherheitsbedenken abbrechen, da sie Krawalle fürchtete. Im Dezember 2006 verwarf die International Speedway Corporation die Pläne für das Projekt.

### Colorado
Am 13. Februar 2007 gab die International Speedway Corporation bekannt, dass sie eine Rennstrecke in Colorado bauen wolle. Die 75.000 Zuschauer fassende Anlage soll dabei im Adams County östlich von Denver entstehen. Zudem soll die Finanzierung ebenfalls durch eine Kombination von öffentlichen und privaten Geldern vorgenommen werden.

## Kartellrechtsklagen

### Ferko-Prozess
Hauptartikel: Ferko-Prozess
Im Jahre 2002 verklagte Francis Ferko, einer der Anteilseigner von Speedway Motorsports, Inc. NASCAR und die International Speedway Corporation wegen Verstöße gegen das Kartellrecht und Vertragsbruch, weil sie dem Texas Motor Speedway kein zweites Rennen im Winston Cup gaben, obwohl es eine entsprechende Absprache zwischen NASCAR und Speedway Motorsports, Inc. gegeben haben soll. Obwohl Brian France, CEO von NASCAR, zunächst ankündigte, den Prozess vor einem Gericht austragen zu wollen, einigten sich die betroffenen Parteien im April 2004 außergerichtlich. Inhalt der Übereinkunft war, dass der Texas Motor Speedway ein zweites Rennen zugesprochen bekam, welches zuvor auf dem North Carolina Speedway ausgetragen wurde, und Speedway Motorsports, Inc. im Gegenzug den Speedway für 100 Mio. US-Dollar von der International Speedway Corporation abkaufte.

### Kentucky Speedway
Im Jahre 2005 strengte der Kentucky Speedway eine ähnliche Klage gegen die International Speedway Corporation und NASCAR an, wonach diese Unternehmen gegen das Kartellrecht verstoßen würden, weil sie dem Kentucky Speedway kein Rennen im Nextel Cup zuteilten. Insbesondere wurde in der Klage die enge Verbindung zwischen NASCAR, der International Speedway Corporation und der France-Familie hervorgehoben. NASCAR versuchte die Klage als unrechtmäßig abzuweisen, da es den Betreibern des Speedway nicht darum ginge, das unterstellte wettbewerbsbehindernde Verhalten zu unterbinden, sondern aus dem Ferko-Prozess Kapital schlagen zu wollen. Dieser Antrag wurde aber vom Gericht abgelehnt. Ebenso wurde ein Antrag abgelehnt, das Verfahren von Kentucky nach Florida zu transferieren. Die International Speedway Corporation selbst argumentierte, sie sei in den Fall gar nicht involviert, da sie in Kentucky überhaupt nicht aktiv sei. Die Anwälte des Kentucky Speedway widersprachen dieser Aussage, da die International Speedway Corporation auch Geschäfte über das Internet abwickle und somit mitverantwortlich sei.
Nachdem die Eigentümer des Kentucky Speedway ursprünglich NASCAR gerichtlich dazu zwingen wollten, ein Rennen des Nextel Cups auf ihrer Rennstrecke abzuhalten, änderten sie im Jahre 2007 ihr Klage, wonach die France-Familie entweder NASCAR oder die International Speedway Corporation verkaufen solle. Zudem sollte NASCAR objektive Standards entwickeln, nach denen über die Vergabe von Rennen entschieden würde.
Im Januar 2008 wies das Gericht die Klage ab, da die Kläger ihren Fall nicht ausreichend dargelegt hatten.